# Валлинфреда
Валлинфреда (итал. Vallinfreda) — коммуна в Италии, расположена в области Лацио, в провинции Рим.
Население составляет 301 человек (2008 г.), плотность населения составляет 18 чел./км². Занимает площадь 17 км². Почтовый индекс — 20. Телефонный код — 0774.
Покровителем коммуны почитается святой Архангел Михаил, празднование 29 сентября.

## Демография
Динамика населения:

## Администрация коммуны
- Официальный сайт: http://www.comunevallinfreda.rm.it/